# Stoke Talmage
Stoke Talmage is een civil parish in het bestuurlijke gebied South Oxfordshire, in het Engelse graafschap Oxfordshire met 49 inwoners.